# Оперативна група з відповідальності за злочини, скоєні в Україні
Оперативна група з відповідальності за злочини, скоєні в Україні – це міжнародна група юристів, створена наприкінці березня 2022 року, щоб допомогти українським прокурорам координувати судові справи про воєнні злочини та інші злочини, пов’язані з російського вторгненням в Україну 2022 року.

## Створення
Наприкінці березня 2022 року, під час російського вторгнення в Україну 2022 року, генеральний прокурор України Ірина Венедіктова оголосила про створення міжнародної юридичної групи, яка надаватиме підтримку українським прокурорам у координації судових справ у кількох судах кількох юрисдикцій щодо воєнних злочинів, пов’язаних із вторгнення. Венедиктова заявила, що українська прокуратура зібрала 2500 «можливих справ про воєнні злочини», у тому числі про авіаудару Маріупольського театру, і «кілька сотень підозрюваних».

## Склад
До складу оперативної групи входять окремі британські юристи Амаль Клуні, Хелена Кеннеді, Річард Гермер, Тім Отті, Філіппа Вебб і Девід Нойбергер. Юристи з юридичних фірм, які вже представляють Україну, Нікхіл Гор із Covington & Burling, Люк Відал із Sygna Partners та Емма Ліндсей із Withers LLP також увійшли до робочої групи. До команди входять професори міжнародного гуманітарного права Марко Міланович та Ендрю Клепхем.
Члени оперативної групи та пов’язаний із ними персонал повинні працювати безоплатно.

## Цілі
Цільова група має на меті давати рекомендації щодо юридичних дій у національних юрисдикціях кількох країн, направляючи співпрацю з розслідуванням Міжнародного кримінального суду в Україні, а також у пошуку активів підозрюваних, які можна було б вилучити та використати для компенсації жертвам або для відновлення України. .